# Oswald Ducrot
Oswald Ducrot (Parigi, 27 novembre 1930 – Parigi, 8 giugno 2024) è stato un linguista francese.

## Biografia
Ricercatore associato al CNRS, fu direttore degli studi all'École des hautes études en sciences sociales (EHESS), a Parigi.
Fu autore di numerose opere, in particolare sull'enunciazione e sull'argomentazione.
Ducrot sviluppò, con Jean-Claude Anscombre, una teoria dell'argomentazione nel linguaggio consistente nel cogliere il dispiegamento dell'argomentazione non solo nel discorso, la messa in pratica delle potenzialità linguistiche, ma a livello della lingua stessa. L'idea principale è che lo scopo principale del linguaggio non è rappresentare il mondo, ma argomentare. In altre parole, il linguaggio naturale non mantiene soltanto un legame di riferimento con il mondo, ma costituisce il luogo di scambio di argomenti, la cui struttura è ospitata all'interno del linguaggio stesso.

## Opere
- con Tzvetan Todorov, Dictionnaire encyclopédique des sciences du langage, Seuil, 1972; 1979.
- La Preuve et le dire, Maison Mame, 1973
- Le Structuralisme en linguistics, Seuil, Points, 1973.
- Dire et ne pas dire. Principes de sémantique linguistique, Hermann, 3ª ed., 1998 (ed. it. Dire e non dire. Principi di semantica linguistica. Traduzione di Romeo Galassi. Officina, 1972)
- Le Dire et le Dit, Minuit, 1980
- Les Échelles argumentatives, Minuit, 1980 (ed. it. Le scale argomentative. Linguaggio, logica, persuasione. Cura di Salvatore Pistoia-Reda. Carocci, 2023 )
- con altri, Les Mots du discours, Minuit, 1980
- con Jean-Claude Anscombre, L'argumentation dans la langue, Mardaga, 1983
- Logique, structure, énonciation. Lectures sur le langage, Minuit, 1989
- con Jean-Marie Schaeffer, Nouveau Dictionnaire encyclopédique des sciences du langage, Seuil, 1999.
- con Marion Carel, La semántica argumentativa. Una introducción a la teoría de los bloques semánticos. Tradotto e curato da María Marta García Negroni e Alfredo Lescano. Buenos Aires, Colihue Universidad, 2005.